# Jean Deschamps (professeur)
Pour les articles homonymes, voir Deschamps et Jean Deschamps.
Jean Deschamps, né le 1er juillet 1925 à Guimps (Charente) et mort le 22 février 1998 à Pau, est un universitaire français, professeur des universités, président honoraire de l'Université de Pau et des Pays de l'Adour.

## Biographie
Résistant à 18 ans, Jean Deschamps crée un groupe, qui sera plus tard intégré aux formations régulières du 107e régiment d'infanterie, qui combattit sur le front de Royan en 1944.
Après des études de chimie à Bordeaux, il devint chef de travaux, puis fut nommé maître de conférences à la Faculté de Rabat (Maroc). Professeur dès 1961, il devint le doyen de cette faculté.
Rentré en France en 1964 avec les membres de son laboratoire, il devint directeur du collège scientifique universitaire, dont il fera une faculté en 1968. Il en sera le doyen jusqu'à la création de l'université de Pau et des Pays de l'Adour (UPPA) en 1970. De 1971 à 1973, il fut directeur de l'Institut universitaire de recherche scientifique, structure dont il avait souhaité la création, tant il était persuadé que le développement d'une université impliquait la mise en œuvre simultanée d'un dispositif de recherche reconnu nationalement. C'est ainsi qu'il obtint la création d'un laboratoire propre du CNRS, installant ainsi la chimie comme l'une des disciplines fondatrices de la jeune université naissante. Il fut enfin le deuxième président de l'UPPA jusqu'en 1976. Bâtisseur, il initie avec les professeurs Moderne et Larribau le chantier de construction de la Faculté de droit, qui sera terminé en 1977.

## Contribution à la culture et l'histoire des sciences et techniques
Dans une quête intellectuelle exceptionnelle, le physico-chimiste se fait en effet historien de la pensée scientifique. Il intègre à cette quête les acquisitions déjà effectuées par goût personnel dans d'autres domaines de la connaissance : ceux de la biologie, des sciences sociales, de l'art et de la philosophie. Transdisciplinaire avant la mode, il se fait conquérant, à la recherche d'une épistémologie des sciences. Il bâtit un cours public d'histoire des sciences.
Il crée, en 1987, le Groupe de Réflexions Transdisciplinaires (GRT), structure unique en France qui associe à sa démarche non seulement des chercheurs et enseignants de toutes disciplines mais aussi des non-universitaires. Il lance un cycle de conférences et de séminaires que fréquenteront Edgar Morin, Bernard d'Espagnat, Hubert Reeves, Isabelle Stengers, Yves Coppens, René Rémond, Georges Balandier, Jacques Arsac, Jean-Louis Le Moigne. Certains de ses colloques sont publiés.
Il crée la revue Transdisciplines aujourd'hui publiée aux éditions de l'Harmattan. Il pourchasse dans ses cours les réductionnismes, les dichotomies artificielles, le dogmatisme des pensées linéaires. Il se place "intellectuellement", dit-il, en situation de "complexité", observant la "migration des concepts à travers les disciplines".
À l'occasion du XXVe anniversaire de l'Université, il écrit un essai sur la démarche scientifico-technique Savoir et/ou Pouvoir, sorte de prélude théorique à sa monumentale histoire des sciences, dont nous avons heureusement conservé les enregistrements sur des cassettes magnétiques.

## Publications
- Jean Deschamps, Savoir et/ou pouvoir essai sur la démarche scientifico-technique, Pau, Publications de l'Université de Pau (PUP), 1996 (ISBN 2908930315)

## Conférences
Entre 1991 et 1996, plus d'une centaine de cassettes audio de 60 minutes ont été enregistrées au cours des conférences proposées par Jean Deschamps. 
En 2008, l'UPPA rassemble une partie des cassettes et se lance dans leur numérisation. En 2009, les conférences de Jean Deschamps sont disponibles en ligne.

## Sources
- Hommage à Jean Deschamps, par Claude Laugénie